# Klingenthal
Klingenthal (pronunciación en alemán: /ˈklɪŋənˌtaːl/ⓘ) es un municipio situado en el distrito de Vogtland, en el estado federado de Sajonia (Alemania), a una altitud de 500 metros. Su población a finales de 2016 era de unos 8700 habitantes y su densidad poblacional, 170 hab/km².

## Hermanamientos
Klingenthal está hermanada con:
- San Jorge (Santa Fe), Provincia de Santa Fe, Argentina (2 de noviembre de 2018)[4]